# Whakapapa River
Der Whakapapa River ist ein Fluss in der Region Manawatū-Whanganui auf der Nordinsel von Neuseeland.

## Geographie
Der Whakapapa River bildet sich durch den Zusammenfluss des Whakapapanui Stream und des Whakapapaiti Stream rund 13 km westlich des Mount Ngauruhoe. Von dort fließt er bevorzugt in nordnordwestliche Richtung, bis er rund 10 km südlich von Owhango eine nördliche Flussrichtung bis zu seiner Mündung in den Whanganui River. Bis zur Kleinstadt Owhango hat sich der Fluss in ein bis zu 100 m tiefes und teilweise enges Tal eingearbeitet. Danach weitet sich das Tal an einigen Stellen. Rund 3 km vor seiner Mündung spaltet sich der Fluss in mehrere Mündungsarme auf, sodass dann eine rund 6,7 km² große Insel im Mündungsgebiet entsteht, die Whakapapa Island genannt wird.
Westlich des Flusses begleitet der New Zealand State Highway 4 in seiner nördlichen Ausrichtung den Fluss in Abständen zwischen 350 m und gut 2 km.

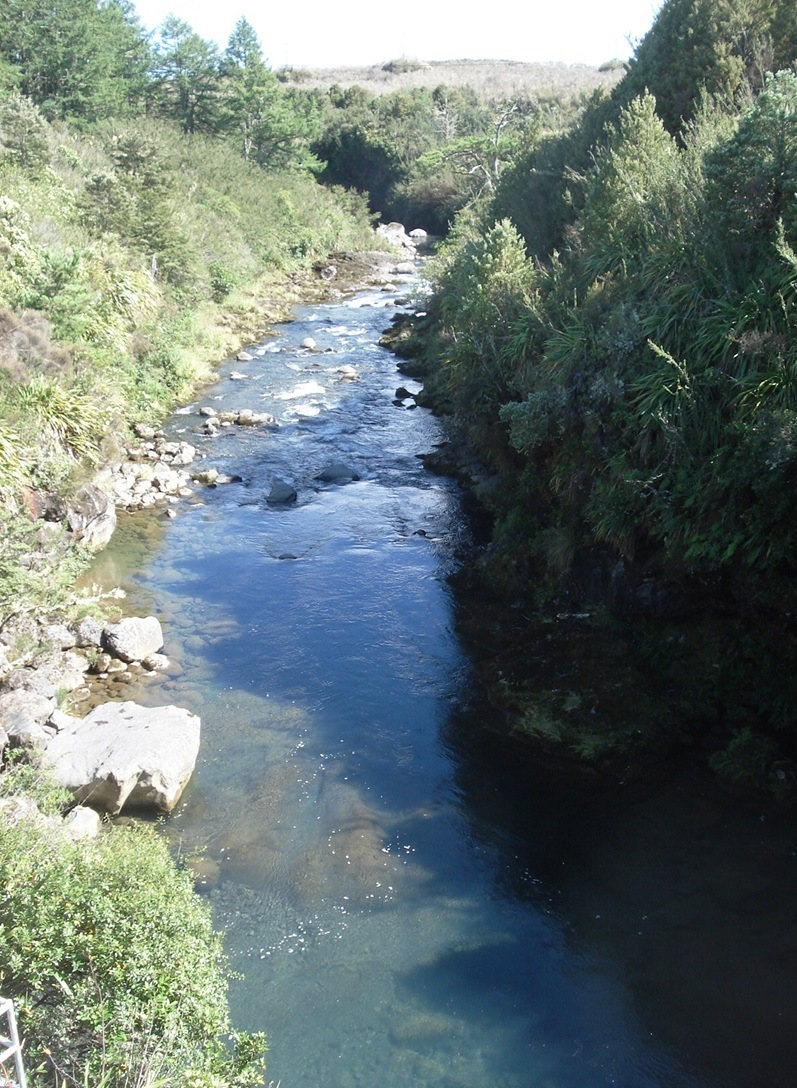
Der Zufluss Whakapapanui Stream (von der Brücke 110 des New Zealand State Highway 47)

## Stromerzeugung
Rund 3 km Flussabwärts von seiner Entstehung wird dem Fluss über den Whakapapa Tawhitikuri Tunnel Wasser für die Stromerzeugung entnommen. Das Wasser wird zunächst dem 18 km nordöstlich befindlichen Lake Otamangakau zugeführt und über einem Kanal dann schließlich den rund 5,5 km südöstlich liegenden Lake Rotoaira gespeist. An dessen südöstlichen Ende erfolgt dann über einen weiteren Kanal die Stromerzeugung.

## Freizeit
Der Whakapapa River ist ein beliebter Fluss zum Wandern, Schwimmen und Angeln, sowie zum Kajakfahren, Rafting und Canyoning.